# Marcipa maculiferoides
Marcipa maculiferoides is een vlinder uit de familie spinneruilen (Erebidae). De wetenschappelijke naam is voor het eerst geldig gepubliceerd in 1914 door Strand.
De soort komt voor in tropisch Afrika.